# Воронежка губерния
 Тази статия е за губернията от 1796 – 1928 година.  За губернията от 1725 – 1779 вижте Воронежка губерния (1725 – 1779).  
Воронежка губерния (на руски: Воронежская губерния) е губерния на Руската империя и Съветска Русия, съществувала от 1796 до 1928 година. Разположена е в централната част на Европейска Русия, южно от Москва, а столица е град Воронеж. Към 1897 година населението ѝ е около 2,5 милиона души, главно руснаци (63,3%) и украинци (36,2%).
Създадена е през 1796 година на основата на дотогавашното Воронежко наместничество. Въпреки значителното украинско население почти цялата губерния остава извън Украинската съветска социалистическа република, към която през 1926 година е присъединена само една волост. През 1928 година е обединена с Курска, Орловска и Тамбовска губерния в Централно-черноземна област.